# Karl-Heinz Radschinsky
Karl-Heinz Radschinsky (né le 23 juillet 1953 à Neumarkt in der Oberpfalz (Allemagne de l'Ouest)) est un haltérophile allemand.
Il obtient la médaille d'or olympique en 1984 à Los Angeles en moins de 75 kg ainsi qu'une médaille d'or aux Championnats du monde la même année dans la même catégorie. Il remporte aussi une médaille de bronze aux Championnats d'Europe 1980 en moins de 67.5 kg.